# Solutrense Superior
El Solutrense Superior  es la última fase de la cultura Solutrense, propia del Paleolítico superior.
Junto a características comunes presenta además puntas de cara lisa, puntas con muesca y algunas variaciones menores. Existen utensilios de hueso con escotaduras. En la región Pirenaica y hasta el Cantábrico presenta unas facies especiales con puntas de base cóncava a veces asimétricas, variando ligeramente hacia Portugal.
- Datos: Q6131857